# Paul Destribats
Pour les articles homonymes, voir Destribats.
Paul Destribats, né le 26 mai 1926 à Savigny-sur-Braye et mort le 24 octobre 2017 à Neuilly-sur-Seine, est un collectionneur français d’œuvres d’art, de livres et de manuscrits.

## Biographie
Né dans un milieu modeste dans le Loir-et-Cher, Paul Destribats arrive à Paris à vélo en août 1944. Ayant découvert les textes du révolutionnaire russe Victor Serge grâce à deux réfractaires au Service du travail obligatoire, rencontrés dans sa ville natale de Vendôme, il s'engage en 1947 comme permanent dans les rangs du Parti communiste internationaliste. Désireux de se préparer à la lutte armée, il effectue son service militaire dans les parachutistes.
Découragé de l'action militante par les convulsions des mouvements trotskistes dans le sillage de la Libération, il voyage dans le monde entier, travaillant comme steward pour la compagnie Air France, puis pour le compte d'un courtier en pierres précieuses, et s'installe pendant plusieurs années au Brésil, où il fonde notamment à Copacabana le « Club 36 », dont le célèbre chanteur et compositeur Dorival Caymmi est l'un des piliers et qui deviendra une référence pour la bossa nova. Il devient ensuite courtier sur les marchés de matières premières ce qui lui donne les moyens financiers de sa passion de collectionneur.
Revenu à Paris au début des années 1960, il commence à acheter des œuvres des artistes qu'il fréquente à Saint-Germain-des-Près, et s'intéresse également aux livres, manuscrits, documents imprimés concernant les avant-gardes du XXe siècle, notamment le surréalisme qu'il avait découvert en 1943 grâce à l'un de ses condisciples dans un internat catholique, fils d'Émile Malespine, créateur de la revue Manomètre, qui lui prête la Petite anthologie du surréalisme de Georges Hugnet et les œuvres de Lautréamont.
De 1990 à sa mort, il est membre de l'Iliazd-Club, seule association dont il accepte de siéger au conseil d'administration.
Sa collection, longtemps constituée dans une grande discrétion, est d'abord révélée au grand public par les prêts qu'il consent à l'exposition « La Révolution surréaliste », présentée au Centre Pompidou entre le 6 mars et le 24 juin 2002 sous le commissariat de Werner Spies, alors directeur du musée national d'Art moderne : son nom apparaît alors sur les cartels des 90 documents provenant de sa collection, ainsi que dans le catalogue. Il est également prêteur pour l'exposition « L'Art en mouvement » organisée par Jean-Louis Prat à la Fondation Maeght. A l'occasion de l'exposition « Dada » (2005), toujours au Centre Pompidou, sous le commissariat de Laurent Le Bon, il prête 235 documents.
Plusieurs grandes institutions internationales, notamment le Getty Center à Los Angeles et la National Gallery of Art de Washington DC, sont en lice pour lui acheter, en 2005, sa collection de revues publiées entre 1850 et 1980, représentant 85 mètres linéaires et 1 003 titres et considérée comme « le plus important ensemble en mains privées de revues et périodiques éditées par les avant-gardes internationales, de Dada au constructivisme russe en passant par le futurisme italien et De Stijl ». Il possède notamment la seule collection complète, avec celle de la Bibliothèque nationale Széchényi à Budapest, de la revue hongroise Ma. Paul Destribats choisit la Bibliothèque Kandinsky du Centre Pompidou. Grâce au classement de l'ensemble comme ensemble d'intérêt patrimonial majeur, il peut être acquis pour 3,8 millions d'euros grâce avec un mécénat du groupe Lagardère, sous l'impulsion de son co-gérant Pierre Leroy, lui-même grand bibliophile. Le contrat de cession de cet ensemble est signé le 19 décembre 2005.
Sa bibliothèque comprend en outre un fonds exceptionnel de 15 000 documents (affiches, manifestes, etc.) concernant les avant-gardes du XXe siècle ainsi que des éditions originales et illustrées, des livres d'artistes et des manuscrits, notamment un important fonds consacré à André Breton, au total près de 20 000 numéros.